# Servicios Comerciales de Transporte Orbital

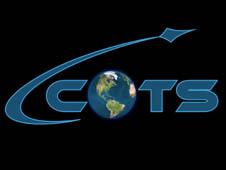
Logotipo usado para el programa COTS.

El programa Servicios Comerciales de Transporte Orbital o COTS (del inglés Commercial Orbital Transportation Services), es un programa de la NASA para desarrollar naves para la entrega de carga y astronautas a la Estación Espacial Internacional (ISS) mediante compañías privadas. Fue anunciado el 18 de enero de 2006. La NASA sugirió que los "Servicios Comerciales a la ISS serían necesarios hasta al menos el año 2015".
Debe distinguirse el programa COTS de los programas DTC (siglas en inglés de Commercial Crew Development o Desarrollo Comercial de Tripulaciones) y el  CRS (siglas en inglés de Commercial Resupply Services o Servicios Comerciales de Suministros), que son programas relacionados. El COTS está orientado al desarrollo de los vehículos, mientras que el DTC y el CRS está enfocado a las entregas. El COTS involucra varios acuerdos de la ley espacial, con la NASA como proveedor de pagos basados en logros. El COTS no implica contratos vinculantes. Por otro lado, el CRS si que implica contratos legalmente vinculantes, que hacen que los proveedores sean responsables si fallan en su tarea. El DTC es un programa relacionado, con el objetivo específico de desarrollar servicios de rotación de tripulaciones. Es similar al COTS-D. Estos tres programas son dirigidos por la Oficina del Programa de Carga y Tripulación Comercial de la NASA, en inglés Commercial Crew and Cargo Program Office (C3PO).

## Servicios Comerciales de Suministros (CRS)
El 23 de diciembre de 2008, la NASA firmó los contratos de la primera fase del programa CRS para Orbital Sciences y SpaceX con el propósito de usar sus vehículos de carga desarrollados en el COTS, —Cygnus y Dragon, respectivamente— para llevar cargas a la Estación Espacial Internacional. El contrato inicial CRS eran 8 vuelos para Orbital Sciences y 12 para SpaceX y comenzaron a realizarlos en el año 2014 y 2012 respectivamente después de sus vuelos de prueba y certificación para su uso para trasladar cargas a la ISS. 
La nave Cygnus en un principio despegaría a bordo de un cohete Taurus II desde la plataforma 0B del Mid-Atlantic Regional Spaceport, en las islas Wallops de Virginia. Su primer lanzamiento que estaba programado para 2010, fue la misión Cygnus Orb D-1 que se retrasó hasta septiembre de 2013 y finalmente se realizó sobre un cohete Antares y su primera misión comercial Cygnus Orb CRS-1 se realizó en enero de 2014.
La Dragon realizó su primer vuelo con el cohete Falcon 9 desde el Complejo de lanzamiento espacial 40 de la Estación de la Fuerza Aérea de Cabo Cañaveral en Cabo Cañaveral, Florida desde donde realizó las pruebas de lanzamiento que empezaron en 2010 con las misiones COTS DEMO FLIGHT 1 y COTS DEMO FLIGHT 2 que se acopló a la ISS durante 6 días en  mayo de 2012, como paso previo a la primera misión de servicios comerciales SpaceX CRS-1 en octubre de 2012
En el año 2014 fue anunciado la creación de la 2ª fase del programa (CRS-2). 
Mientras se resolvía la asignación de la segunda fase, en 2015 Orbital Sciences recibió la asignación de 2 vuelos más por parte de la NASA y SpaceX, 5 vuelos más para cubrir las necesidades hasta la puesta en marcha de la 2ª fase. Al final de la primera fase del programa CRS el total de lanzamientos realizados de suministros a la ISS ha sido de 10 lanzamientos para Cygnus, finalizados en abril de 2019 con el lanzamiento de Cygnus NG-11 y 20 para la Dragon, finalizado en marzo de 2020 con el lanzamiento de SpaceX CRS-20

### Contrato por servicios de suministro a la estación espacial
El 22 de diciembre de 2008, la NASA informó de que se discutiría la selección de contratos para proporcionar servicios comerciales de suministros para la Estación Espacial Internacional. La NASA anunció el contrato ganador de SpaceX y Orbital Sciences Corporation en una conferencia de prensa el 23 de diciembre de 2008. El contrato incluía un mínimo de 12 misiones para SpaceX y 8 misiones para Orbital Sciences. PlanetSpace presentó una protesta a la Government Accountability Office (GAO) después de recibir un informe de la NASA sobre el resultado del premio. El 22 de abril de 2009, la GAO anunció públicamente su decisión de denegar la protesta.
En 2014 Orbital Sciences Corporation se fusionó con la empresa Thales Alenia Space y paso a llamarse Orbital ATK. En 2018 esta nueva empresa fue absorbida por Northrop Grumman pasándose a llamar Northrop Grumman Innovation Systems y asumiendo el contrato CRS que tenía con la NASA

## Segunda fase de Servicios Comerciales de Suministros (CRS-2)
Con la ampliación del mantenimiento de la ISS, hasta 2024 la NASA, decidió realizar una segunda fase del programa CRS, para la que admitió nuevas propuestas de naves de carga de diferentes empresas americanas de 2017 a 2024. Los servicios del programa, CRS-2 de la segunda fase fueron asignados a 3 empresas de las 5 que se presentaron inicialmente en el año 2015, las dos primeras pertenecientes ya al programa CRS y la tercera la empresa Sierra Nevada con su nave Dream Chaser que tiene previsto su primer lanzamiento para 2021. Las dos empresas descartadas fueron Boeing con una versión de carga de su nave tripulada CST-100, y Lokheed Martin con un remolcador reutilizable que se habría llamado "Júpiter". La empresa Northrop Grumman presentó la misma nave para la segunda fase y comenzó a realizar misiones en noviembre de 2019 con la Cygnus NG-12. Por su parte, SpaceX presentó una nueva nave para esta fase, la Dragon 2 en su versión de carga, de la que ocurrió su primer lanzamiento el 6 de diciembre de 2020 con la misión SpaceX CRS-21.